# Даун Хаус (фільм)
«Даун Хаус» — фільм Романа Качанова, сучасна інтерпретація роману Федора Достоєвського «Ідіот».
З 9 грудня 2014 року заборонений до показу та розповсюдження в Україні через незаконні вчинки та антиукраїнські шовіністичні висловлювання актора Івана Охлобистіна.

## Сюжет
Назва фільму походить від гри слів: Даун (розумово неповноцінний чоловік) Хаус (стиль танцювальної музики). Так само в англійській мові слово downhouse означає «божевільний будинок», що дає глядачеві вибирати смислове значення назви фільму.
Фільм, зберігаючи основну сюжетну лінію роману, переносить нас у другу половину 90-х років XX століття: «нові росіяни», джипи Hummer, важкі наркотики і так далі.
Гротескно, в комедійній формі показані соціальні відносини в московському суспільстві кінця 90, початку 2000 років. Однак рамки цього «суспільства» позначені абсолютно довільно, і додатковий комічний ефект пов'язаний саме з ігноруванням рамок «свого кола» практично всіма учасниками подій.

## У ролях
- Федір Бондарчук -князь Мишкін
- Іван Охлобистін -Парфен Рогожин
- Анна Букловська -Настасія Пилипівна
- Олександр Баширов -Фердищенко
- Михайло Владимиров -Ганя Іволгін
- Єжи Штур -генерал Іволгін
- Валентина Шарикіна -генеральша Іволгіна
- Галина Кашковская -Варя Іволгіна
- Юозас Будрайтіс -генерал Єпанчин(озвучив Борис Хімічев)
- Барбара Брильська -генеральша Єпанчина
- Олена Котельникова -Аглая Єпанчина
- Артемій Троїцький -Тоцький
- Андрій Васильєв -сторож
- Євген Рудін -водій таксі
- Олена Кондулайнен -Олександра Єпанчина
- Наталія Сімакова -Аделаїда Єпанчина
- Іван Агапов -Лебедєв
- Владислав Демченко -секретар Єпанчина
- Оксана Сташенко -жінка в комбінезоні
- Михайло Поліцеймако -Дмитрович
- Олександр Ільїн -Рогожин-старший
- Михайло Сімаконь -циган
- Михайло Мукасей -водій автобуса
- Павло Ульянов -брат Серьога
- Олексій Панін -Іполіт
- Анна Богданова -Марина
- Ольга Будіна -дівчина Марія
- Станіслав Дужников -боярин Свиньїн
- Сергій Галкін -Лисий амбал, друг Рогожина

## Знімальна група
- Режисер: Роман Качанов
- Автори сценарію:
  - Роман Качанов
  - Іван Охлобистін
- Оператор: Михайло Мукасей
- Художник: Катерина Залетаева
- Комп'ютерна графіка: Молоко Антон, Куликов Георгій
- Композитор: DJ Грув

## Технічні дані
- Звуковий оформлення виконане кіноконцерном Мосфільм.

## Визнання
1. 2001 — Спеціальний приз журі на ОРКФ в Сочі за «Пошук нового кіномови»;
2. 2001 — Російський кінофестиваль «Література та кіно» у Гатчині Спеціальний приз журі «За безпрецедентне звернення з романом Ф. М. Достоєвського«Ідіот».

## Заборона до показу
З 9 грудня 2014 року Державне агентство України з питань кіно заборонило до показу та поширення в Україні фільм «Даун Хаус» разом із ще 70-ма фільмами та серіалами за участю Івана Охлобистіна. За повідомленням відомства, заборона пов'язана із антиукраїнськими шовіністичними вчинками Охлобистіна, а також порушенням ним заборони на в'їзд до України. Незадовго до цього за заборону протестували активісти, зокрема учасники кампанії «Бойкот російського кіно».